# Hecken, Kalkmagerrasen und Wiesen am Hasenbuck
Das Gebiet Hecken, Kalkmagerrasen und Wiesen am Hasenbuck ist ein geschützter Landschaftsbestandteil in den Naturräumen Steigerwaldvorland und Steigerwald, das sich über eine Fläche von etwa fünf Hektar erstreckt. Es befindet sich in Iphofen, einer Stadt im unterfränkischen Landkreis Kitzingen. Der geschützte Landschaftsbestandteil liegt nördlich des Iphofener Stadtteils Possenheim und wurde 1996 als Schutzgebiet ausgewiesen.

## Geographische Lage
Das aus einem Teilbereich bestehende Schutzgebiet am Hasenbuck, das eine Offenlandfläche ist, liegt innerhalb des Stadtgebiets von Iphofen. Südwestlich des geschützten Landschaftsbestandteils befindet sich Possenheim. Nordöstlich erstreckt sich der geschützte Landschaftsbestandteil Halbtrockenrasen bei den Gemeindeäckern. Östlich, innerhalb eines Kilometers, beginnt der Naturpark Steigerwald, zu dem auch das FFH-Gebiet Südlicher Steigerwald und das Vogelschutzgebiet Südlicher Steigerwald gehören. Nördlich des Hasenbucks befindet sich das Naturschutzgebiet Schloßbergsattel bei Markt Einersheim, das den Naturwald Speckfeld umfasst. Westlich liegt der Ort Markt Einersheim.

## Schutzstatus und Schutzgründe
Der geschützte Landschaftsbestandteil am Hasenbuck wurde 1996 als Schutzgebiet ausgewiesen. Die Schutzgründe liegen unter anderem darin, dass sich innerhalb des Schutzgebietes wertvolle Biotope befinden. Dazu gehört das Biotop Magerrasen, Extensivwiesen und Gehölze. Dieses umfasst artenreiches Extensivgrünland mit dem Lebensraumtyp 6510, Streuobstbestände, naturnahe Hecken sowie basenreiche Magerrasen mit dem Lebensraumtyp 6210. Ebenfalls innerhalb des geschützten Landschaftsbestandteils liegt das Biotop Nasswiese nordöstlich von Possenheim, das Seggen- und binsenreiche Nasswiesen sowie Sümpfe enthält. Ein weiteres Biotop ist der Magerrasen, Extensivwiesen und Gehölze am Hasenbuck, das magere Altgrasbestände und Grünlandbrachen beinhaltet. Diese Biotope umfassen wärmeliebende Säume und mesophiles Gebüsch. Die genannten Biotoptypen lassen sich jedoch keinen spezifischen Lebensraumtypen zuordnen. International ist das Gebiet schwer einzuordnen, da es nicht an die IUCN gemeldet wurde und wahrscheinlich auch nicht deren Größenkriterien entspricht.

## Artnachweise und Gefährdung
Besonders hervorzuheben sind die Artnachweise, die auf der Roten Liste der gefährdeten Arten stehen. Darunter befinden sich unter anderem die Rispige Graslilie, die Behaarte Gänsekresse, der Hügel-Meier, die Filz-Segge, die Echte Hirschwurz, die Karthäusernelke, das Feld-Mannstreu, die Warzen-Wolfsmilch, die Gewöhnliche Sichelmöhre, die Hügel-Erdbeere, die Gold-Steppenaster, der Wiesen-Storchschnabel, der Echte Wiesenhafer und der Weidenblättrige Alant. Das Gebiet ist vor allem durch Eutrophierung gefährdet.